# میلادا بلاژکووا
میلادا بلاژکووا (چکی: Milada Blažková؛ زادهٔ ۳۰ مهٔ ۱۹۵۸) بازیکن هاکی روی چمن اهل چکسلواکی بود.